# Propinquité
En psychologie sociale, la propinquité (du latin : propinquitas, « proximité ») est l'un des principaux facteurs conduisant à l'attraction interpersonnelle.
Elle fait référence à la proximité physique et psychologique entre les gens. La propinquité peut être une proximité physique, un lien de parenté ou une similarité naturelle entre choses.
La propinquité est également l'un des facteurs, selon Jeremy Bentham, utilisé pour mesurer la quantité de plaisir (utilitariste) dans une méthode appelée le Felicific calculus.

## Proximité physique
Deux personnes vivant au même étage d'un bâtiment, par exemple, ont une propinquité supérieure que celles vivant à deux étages différents.

## Proximité politique
Des personnes ayant des positions politiques similaires ont une propinquité plus importante que ceux dont les positions politiques diffèrent fortement.